# Jean-Félix Lalanne

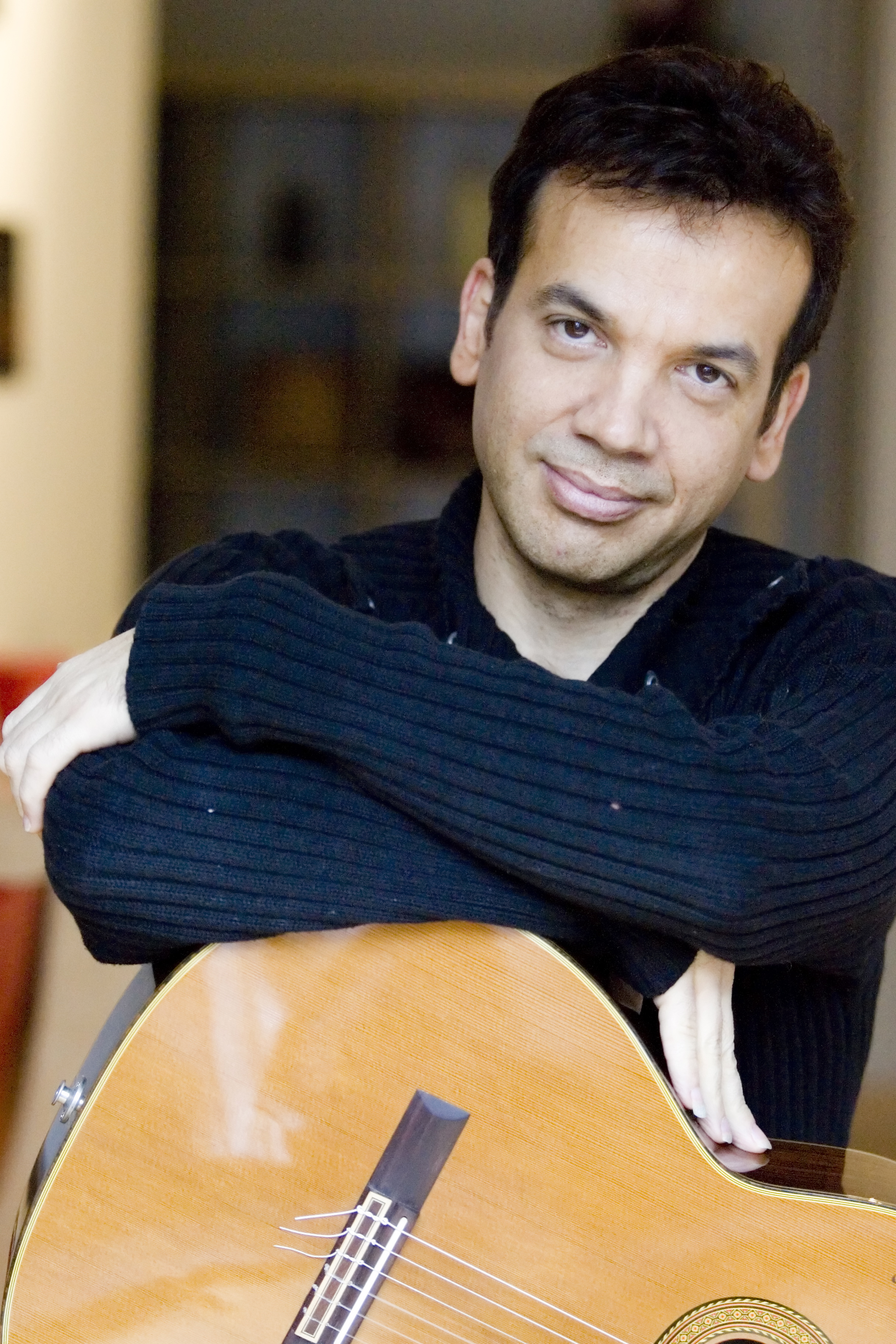
Jean-Félix Lalanne (2007)

Jean-Félix Lalanne (* 8. September 1962 in Nizza) ist ein französischer Gitarrist und Komponist.

## Leben
Lalanne ist Sohn einer uruguayischen Mutter und eines französischen Vaters. Er begann mit elf Jahren, Gitarre zu spielen. Bereits nach einem Jahr gab er sein erstes öffentliches Konzert und trat anschließend gemeinsam mit seinem Mentor Marcel Dadi auf. Mit 13 Jahren gewann er den „Grand Prix de Virtuositè“ der Académie de Marseille. Seine erste Plattenaufnahme erfolgte im Alter von 17 mit selbst transkribierten Werken von Frédéric Chopin. Ab 1982 wendete er sich verstärkt dem Jazzrock zu. Er komponierte mehrere Filmmusiken und zwei Symphonien. Für das 2023 im Folies Bergère aufgeführte (und vorzeitig abgesetzte) Musical „Al Capone“ schrieb er Musik und Text.
Sein ältester Bruder Francis Lalanne (geb. 1958) ist ebenfalls Musiker, sein Bruder René Manzor (geb. 1959) ist Filmregisseur und Drehbuchautor.

## Werk
Lalanne tritt sowohl als Gitarrist als auch als Komponist in Erscheinung.

### Aufnahmen
- Entre classique et cinema (mit Cecile Bonhomme, Harfe) (2021)
- Recital (2020)
- Brassens en une seule guitare (2020)
- Back to celtic guitar (mit Soïg Sibéril) (2019)
- Pick and Jazz (mit Eric Gombart) (2018)
- Génération guitare (mit Jean Pierre Danel) (2017)
- Ma guitare à Dadi (2016)
- Autour de la guitare (les 10 ans) (2015)
- Une voix, une guitare (Duette mit verschiedenen Künstlern) (2013)
- Autour de la guitare celtique (2010)
- Au bord de la mer (2009)
- La Symphonie astrale (2006)
- Ensemble, mit Michel Haumont (2006)
- Autour de la guitare Volume II (2003)
- Autour de la guitare Volume I (2002)
- Voies secrètes (mit Yan Vagh) (2001)
- Yohnamour (2000)
- A Little Christmas gift (mit Muriel Anderson) (1995)
- Le Duet (mit Muriel Anderson) (1994)
- Les 15 ans de compositions (1993)
- Jazzland (1992)
- Brasiliana (1990)
- Grands Thèmes: Musiques de Films (1991)
- La guitare d'or
- Country & Gentleman (mit Marcel Dadi) (1989)
- Live à l'Olympia, (mit Marcel Dadi) (1988)
- Live à la Tour Eiffel (1982)
- Galaxie (1981)
- Chopin à la guitare (1979)
- Abbaye de St Victor (live) (1978)

### Kompositionen
- La symphonie astrale (für Orchester)
- La symphonie romantique (für Orchester)
- La masquera (2011)
- Cantero (2009)
- J'ai mal à ça (2006)
- Donne (2005)
- 9 (2005)
- Le monde où je vais (2004)
- Dis moi que tu m'aimes (2004)
- On se retrouvera (1986)

### Musical (Musik und Text)
- Al Capone (2023)

### Filmmusik
- Nos plus belles vacances (2012)
- Les Filles du calendrier sur scène (2004, TV)
- Dédales (2003)
- Un week-end pour le dire (2002, TV)
- Les redoutables (Épisode Confession) (2001, TV)
- L'Ange tombé du ciel (1999, TV)
- Venise est une femme (1998, TV)
- Un amour de sorcière (deutsch: Der Hexenklub von Bayonne) (1996)
- Aventures dans le Grand Nord (épisode Chasseurs de loups, chasseurs d'or) (1995, TV)
- Warrior Spirit (1994, TV)
- 3615 Code Père Noël (1989)
- Sortis de route (1988)
- Le Passage (1986)

### DVD
- Autour de la guitare de Jean-Félix Lalanne – Édition 2008 (2008)
- Autour de la guitare de Jean-Félix Lalanne – Coffret 3 DVD (2007)
- Olympia 88 avec Marcel Dadi (2005)
- Autour de la guitare de Jean-Félix Lalanne – Édition 2003 (2003)
- Plutôt Guitare avec Maxime Le Forestier (2002)
- Autour de la guitare de Jean-Félix Lalanne – Édition 2000 (2000)